# Черковна (Варненская область)
Черковна (болг. Черковна) — село в Болгарии. Находится в Варненской области, входит в общину Провадия. Население составляет 175 человек.

## Политическая ситуация
Кмет (мэр) общины Провадия — Георги Стоянов Янев (ДНГ) по результатам выборов в правление общины.